# Yūhei Satō
Yūhei Satō (佐藤 雄平, Satō Yūhei), né le 13 décembre 1947, est un homme politique japonais, membre du Parti démocrate du Japon (PDJ).

## Biographie
Il étudie à l'Université de Kanagawa. 
Il a été membre de la Chambre des conseillers, la chambre haute de la Diète (ou Parlement) du Japon, de 1998 à 2006, pour la préfecture de Fukushima. 
Il est élu gouverneur de la préfecture de Fukushima en novembre 2006 et est réélu en 2010, et doit à ce titre gérer les conséquences dans cette préfecture du Séisme de 2011 de la côte Pacifique du Tōhoku, comme l'accident nucléaire de Fukushima.
Le 27 décembre 2011, il informe l'exploitant Tepco  de son intention de déclasser toutes les centrales nucléaires situées dans la préfecture de Fukushima.